# لاورنتیا بارسقیان
لاورنتیا آشوتی بارسقیان (ارمنی: Լավրենտի Աշոտի Բարսեղյան؛ زادهٔ ۷ ژانویهٔ ۱۹۳۷ - درگذشته ۶ دسامبر ۲۰۱۴) تاریخ‌نگار اهل ارمنستان بود.

## زندگی‌نامه
وی در ۷ ژانویهٔ ۱۹۳۷ در ایروان به دنیا آمد و از دانشگاه دولتی ایروان (۱۹۵۹) فارغ‌التحصیل گشت. وی در موزه اربونی (), معبد گارنی () خانه‌موزه هوهانس تومانیان (دسق) و فرهنگستان ملی علوم ارمنستان (۱۹۹۵–۱۹۹۲) فعالیت می‌کرد.  وی برنده جوایزی همچون مدال طلای یادبود فریتیوف نانسن (۲۰۰۲) و مدال موسس خورناتسی (۲۰۰۳) است. وی در ۶ دسامبر ۲۰۱۴ در سن ۷۷ سالگی در ایروان درگذشت.